# Едвард Мерфі молодший
Едвард Алоїзіус Мерфі молодший (11 січня 1918 — 17 липня 1990) — американський аерокосмічний інженер, який працював над системами з критично важливою безпекою. Він найбільш відомий своїм однойменним законом Мерфі, який стверджує: «Все, що може піти не так, піде не так».

## Історія
Мерфі народився в зоні Панамського каналу в 1918 році, був старшим із п'яти дітей. Після закінчення середньої школи в Нью-Джерсі він вступив до Військової академії Сполучених Штатів у Вест-Пойнті, яку закінчив у 1940 році. Того ж року він прийнятий комісією до армії Сполучених Штатів і пройшов навчання пілотів у Авіаційному корпусі армії Сполучених Штатів у 1941 році. Під час Другої світової війни він служив на Тихоокеанському театрі дій, в Індії, Китаї та Бірмі, отримавши звання майора.
Після завершення військових дій у 1947 році Мерфі вступив до Технологічного інституту ВПС США, ставши офіцером з досліджень і розробок у Центрі авіаційних розробок Райт на авіабазі Райт-Паттерсон. Перебуваючи тут, він брав участь у експериментах із високошвидкісними ракетними санями (проект ВПС США MX981, 1949), які привели до створення закону Мерфі. Повідомляється, що сам Мерфі був незадоволений загальноприйнятим тлумаченням його закону, який розглядається як такий, що відображає суттєву «проклятість» неживих об'єктів. Мерфі вважав, що закон викристалізовує ключовий принцип захисного планування, в якому завжди слід припускати найгірший сценарій. За словами його сина, Мерфі вважав численні жартівливі версії закону «смішними, тривіальними та помилковими».
У 1952 році, звільнившись з ВПС Сполучених Штатів, Мерфі провів серію випробувань ракетного прискорення на базі ВПС Холломан, а потім повернувся до Каліфорнії, щоб продовжити кар'єру в проектуванні кабіни літака для ряду приватних підрядників. Він працював над системами евакуації екіпажу для деяких із найвідоміших експериментальних літаків 20 століття, включаючи F-4 Phantom II, XB-70 Valkyrie, SR-71 Blackbird, B-1 Lancer і ракетоплану X-15. У 1960-х роках він працював над системами безпеки та життєзабезпечення для проекту «Аполлон», а завершив свою кар'єру роботою над безпекою пілотів і комп'ютеризованими системами експлуатації вертольота «Апач».

## У масовій культурі
У мультсеріалі Disney Channel Закон Майло Мерфі головний герой Майло Мерфі вважається нащадком Едварда Мерфі. Як наслідок, небезпека спіткає кожну його дію відповідно до закону Мерфі.